# Ordens de magnitude para volume
OBSPágina fundida com o artigo Volume na enwiki 

As caixas mostram o tamanho relativo dos volumes 1 a 1000 unidades cúbicas

As páginas com links na coluna da direita contêm listas de volumes que são da mesma ordem de magnitude (potência de dez). Linhas da tabela representam maior atribuição  de mil. (Nota: dam³ e hm³ significa decâmetro cúbico e hectômetro cúbico respectivamente. Os termos na coluna da esquerda são terminologia comum.)
| Fator (m³) | Múltiplo                             | Valor |                              |
| ---------- | ------------------------------------ | --- | ---------------------------- |
| 10−105     | --                                   | 17.692 55 69946 ×10−105 m³ is the Planck volume |                              |
| 10−45      | --                                   | Classical volume of an electron (~9.4×10−44 m³) |                              |
| 10−42      | --                                   | Volume of a proton (~1.5×10−41 m³) |                              |
| 10−33      | --                                   | Volume of a hydrogen atom (6.54×10−32 m³) | 10-33 m³, 10-32 m³, 10-31 m³ |
| 10−21      | 1 attolitre                          | Volume of a typical virus (5 attolitres, a million million times a hydrogen atom) | 10-21 m³, 10-20 m³, 10-19 m³ |
| 10−18      | 1 femtolitre                         | Volume of a human red blood cell (90 femtolitres, 9×10−17 m³) | 10-18 m³, 10-17 m³, 10-16 m³ |
| 10−15      | 1 picolitre                          | A small grain of sand (0.063 mm diameter, 3 micrograms, 130 picolitres, almost a million times a virus) | 10-15 m³, 10-14 m³, 10-13 m³ |
| 10−12      | 1 nanolitre                          | A medium grain of sand (0.5 mm diameter, 1.5 milligrams, 62 nanolitres, almost five hundred small sandgrains) | 10-12 m³, 10-11 m³, 10-10 m³ |
| 10−9       | 1 microlitre                         | A large grain of sand (2.0 mm diameter, 95 milligrams, 4 microlitres, 64 medium sandgrains) | 10-9 m³, 10-8 m³, 10-7 m³    |
| 10−6       | 1 millilitre (1 cubic centimetre)    | 1 teaspoon = 3.55 ml to 5 ml (about 1000 large sandgrains) 1 tablespoon = 14.2 ml to 20 ml | 1 cm³, 10 cm³, 100 cm³       |
| 10−3       | 1 litre (1 cubic decimetre)          | 200 5ml teaspoons 1 U.S. quart = 0.95 liters; 1 United Kingdom quart = 1.14 litres | 1 dm³, 10 dm³, 100 dm³       |
| 100        | 1000 litres                          | Fuel tank for a 12-passenger turboprop airplane. 40 foot container unit = 67.5 m³ | 1 m³, 10 m³, 100 m³          |
| 103        | 1000 cubic metres (1 million litres) | A medium-size forest pond. An Olympic size swimming pool, 25 metres by 50 metres by 2 metres deep, holds at least 2.5 million litres. | 1 dam³, 10 dam³, 100 dam³    |
| 106        | 1 million cubic metres               | About the volume of Taipei 101's gross floor space Volume of oil spilt in the biggest oil gusher in U.S. history, the 1910 Lakeview Gusher = 1.4 billion litres = 1.4 million m3 | 1 hm³, 10 hm³, 100 hm³       |
| 109        | 1 cubic kilometre                    | Volume of Lake Mead (Hoover Dam) = 35.2 km3 Volume of crude oil on Earth = ~300 km3 | 1 km³, 10 km³, 100 km³       |
| 1012       | 1000 cubic kilometres                | Volume of Lake Superior = 12,232 km3 Volume of Lake Baikal = 23,600 km3 | 1012 m³, 1013 m³, 1014 m³    |
| 1015       | --                                   | Volume of Greenland ice cap = 2.6×1015 m³ | 1015 m³, 1016 m³, 1017 m³    |
| 1018       | --                                   | Volume of water in all Earth oceans = 1.4×1018 m³ | 1018 m³, 1019 m³, 1020 m³    |
| 1021       | --                                   | Volume of Earth = ~1×1021 m³ | 1021 m³, 1022 m³, 1023 m³    |
| 1024       | --                                   | Volume of Júpiter = ~1×1025 m³ | 1024 m³, 1025 m³, 1026 m³    |
| 1027       | --                                   | Volume of Sun = ~1×1027 m³ | 1027 m³, 1028 m³, 1029 m³    |
| 1030       | --                                   | Volume of a red giant the same mass as the Sun = ~5×1032 m³ | 1030 m³, 1031 m³, 1032 m³    |
| 1033       | --                                   | Volume of Betelgeuse = ~2.75×1035 m³ | 1033 m³, 1034 m³, 1035 m³    |
| 1036       | --                                   | Volume of the star Mu Cephei = 4 ×1036 m³ | 1036 m³, 1037 m³, 1038 m³    |
| 1039       | --                                   | Volume of the Heliosphere inside the Termination shock = 6 to 10 ×1039 m³ | 1039 m³, 1040 m³, 1041 m³    |
| 1042       | --                                   | | 1042 m³, 1043 m³, 1044 m³    |
| 1045       | --                                   | Volume of the Stingray Nebula = ~1.7×1045 m³ Volume of the bright inner nebula of the Cat's Eye Nebula = ~2.7×1046 m³ 8.47×1047 m³ = 1 cubic light-year | 1045 m³, 1046 m³, 1047 m³    |
| 1048       | --                                   | Volume of the Oort Cloud, assuming a radius of 50000 AU, = ~1.7×1048 m³ Volume of the Dumbbell Nebula = ~1.6×1049 m³ Volume of the Bubble Nebula in the Milky Way = ~4×1050 m³ | 1048 m³, 1049 m³, 1050 m³    |
| 1051       | --                                   | | 1051 m³, 1052 m³, 1053 m³    |
| 1054       | --                                   | Volume of small dwarf galaxy like NGC 1705 = ~3×1055 m³ Volume of the Local Bubble, assuming a radius of 100 parsecs = ~3.3×1055 m³, about 39 million cubic light years | 1054 m³, 1055 m³, 1056 m³    |
| 1057       | --                                   | Volume of dwarf galaxy like the Large Magellanic Cloud = ~3×1058 m³, about 35 thousand million cubic light years | 1057 m³, 1058 m³, 1059 m³    |
| 1060       | --                                   | Volume of a galaxy like the Milky Way = ~3.3×1061 m³, about 39 million million cubic light years | 1060 m³, 1061 m³, 1062 m³    |
| 1063       | --                                   | | 1063 m³, 1064 m³, 1065 m³    |
| 1066       | --                                   | Volume of the Local Group = ~5×1068 m³, about 15 million "Milky Way volumes" | 1066 m³, 1067 m³, 1068 m³    |
| 1069       | --                                   | Volume of the Gemini Void = 6.7×1071 m³ or 20 thousand million "Milky Way volumes" | 1069 m³, 1070 m³, 1071 m³    |
| 1072       | --                                   | Volume da Local Void = 1.2×1072 m³, aproximadamente 1.4×1024 anos-luz cúbicos, ou 3.6×10 "volumes da Via Láctea" Volume do Superaglomerado de Virgem = 3.5×1072 m³ Volume do Sculptor Void = 1×1073 m³, aproximadamente 1.1×1025 anos-luz cúbicos, ou 3×1011 "volumes da Via Láctea" Menos volume do Southern Local Supervoid = 2×1073 m³, aproximadamente 2.2×1025 anos-luz cúbicos, ou 6×1011 "Milky Way volumes" | 1072 m³, 1073 m³, 1074 m³    |
| 1080       | --                                   | Volume aproximado do universo observável 3.4 ×1080 m³ | 1080 m³                      |